# (3894) Williamcooke
(3894) Williamcooke (1980 PQ2) – planetoida z grupy pasa głównego asteroid okrążająca Słońce w ciągu 4,26 lat w średniej odległości 2,63 j.a. Odkryli ją Michael Candy i Peter Jekabsons 14 sierpnia 1980 roku.